# Estación Miramonte
Miramonte es una estación ferroviaria, ubicada en el Partido de Azul, en la Provincia de Buenos Aires.

## Servicios
Por sus vías corren trenes de carga de la empresa Ferrosur Roca.